# Yeah!
Yeah! je třetí studiové album americké hardrockové skupiny Brownsville Station, vydané na začátku roku 1973. V hitparádě Billboard Hot 100 se album dostalo na třetí příčku, v britské UK Singles Chart na sedmadvacátou. Na tomto albu se nachází největší hit této skupiny „Smokin' in the Boys Room“, který později předělala například i skupina Mötley Crüe. Některé verze alba vydané ve Spojeném království a Irsku vyšly pod názvem Smokin' in the Boy's Room.

## Seznam skladeb
| Pořadí | Název                    | Délka |
| ------ | ------------------------ | ----- |
| 1.     | Question of Temperature  | 3:31  |
| 2.     | Lightnin' Bar Blues      | 2:52  |
| 3.     | Take It or Leave It      | 3:00  |
| 4.     | All Night Long           | 2:55  |
| 5.     | Let Your Yeah Be Yeah    | 3:37  |
| 6.     | Sweet Jane               | 3:02  |
| 7.     | Love, Love, Love         | 2:55  |
| 8.     | Go Out and Get Her       | 2:56  |
| 9.     | Barefootin'              | 2:55  |
| 10.    | Smokin' in the Boys Room | 2:57  |

## Sestava
- Cub Koda – kytara, harmonika, zpěv
- Mike Lutz – baskytara, kytara, klávesy, zpěv
- Henry „H Bomb“ Weck – bicí, zpěv